# RWD (Flugzeughersteller)

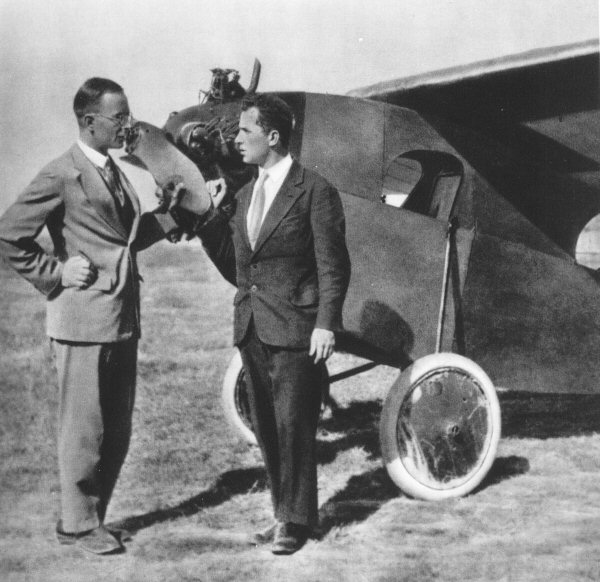
Zwei RWD-Ingenieure vor dem Sportflugzeug RWD-7, links Jerzy Drzewiecki, 1937.

Mit dem Kürzel RWD werden die Flugzeuge der drei polnischen Konstrukteure Stanisław Rogalski, Stanisław Wigura und Jerzy Drzewiecki bezeichnet. Das Team wurde in den 1930er Jahren bekannt durch seine leichten Reise-Hochdecker, mit denen mehrere von der FAI anerkannte Rekorde erflogen wurden.

## Geschichte
Die erste Konstruktion war die RWD-1 aus dem Jahr 1928. Bereits mit dem zweiten Muster RWD-2 konnte am 16. Oktober 1929 mit 4.004 Metern ein Höhenrekord für Flugzeuge dieser Klasse aufgestellt und mehrere Wettbewerbe gewonnen werden.
1931 zogen die drei Konstrukteure in die Werkstätten der Technischen Universität in Warschau-Okęcie und setzten dort ihre Arbeit fort. Die Räumlichkeiten wurden später in Doświadczalne Warsztaty Lotnicze (DWL) (Experimental-Flugzeugwerk Warschau) umbenannt. Dort entstand auch die RWD-6, die 1932 beim Challenge de Tourisme International den Sieg davontrug. Mit diesem Typ stürzte Stanisław Wigura am 11. September 1932 tödlich ab. Das Nachfolgemuster RWD-9 belegte 1934 die ersten drei Plätze und wiederholte diese außergewöhnliche Leistung im selben Jahr beim Circuit of Europe.
Mit einer umgebauten RWD-5 gelang Stanisław Skarżyński am 7./8. Mai 1933 eine international vielbeachtete Südatlantiküberquerung von St. Louis-de-Sénégal nach Maceió.
Zwei ebenfalls bekanntere Typen waren das Schulflugzeug RWD-8 (fast 600 Stück gebaut) und die RWD-14 „Czapla“, ein Nahaufklärer für die polnischen Luftstreitkräfte, von dem im LWS-Werk 65 Exemplare gebaut wurden. Der Flugzeugbau bei DWL endete mit dem Einmarsch der deutschen Truppen im September 1939.

## Konstruktionen

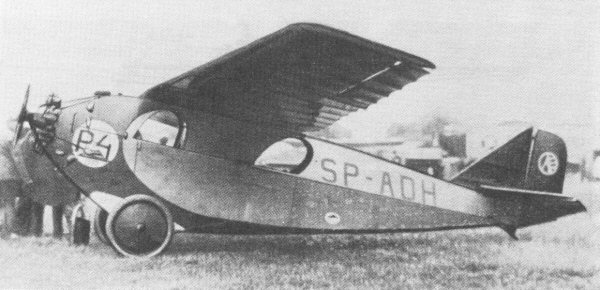
RWD-2

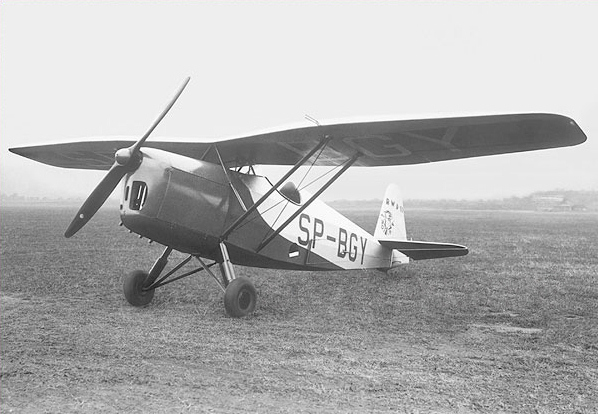
RWD-10

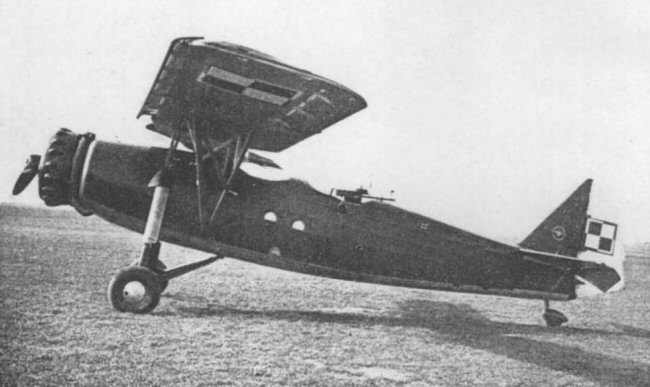
RWD-14

- RWD-1: Hochdecker-Sportflugzeug (1928), ein Exemplar gebaut
- RWD-2: Hochdecker-Sportflugzeug (1929), vier Stück gebaut
- RWD-3: Verbindungsflugzeug auf Basis der RWD-2, ein Exemplar gebaut
- RWD-4: Hochdecker-Sportflugzeug, aus der RWD-2 entwickelt, zehn Stück gebaut
- RWD-5: Hochdecker-Sportflugzeug (1931), zwanzig Stück gebaut, Südpazifikflug einer RWD-5bis (SP-AJU) im Mai 1933
- RWD-6: Hochdecker-Sportflugzeug (1932), drei Stück gebaut für den Europarundflug 1932
- RWD-7: Rekordflugzeug (1931), aus der RWD-2 entwickelt, ein Exemplar gebaut, stellte in seiner Klasse am 12. August 1931 einen Geschwindigkeits- und am 30. September 1932 einen Höhenweltrekord auf (178,75 km/h bzw. 6023 m)
- RWD-8: Hochdecker-Schulflugzeug für die polnische Armee (1932), kommerziell größter Erfolg von RWD, etwa 500 bis 600 Stück gebaut, auch in Lizenz bei PWS
- RWD-9: Hochdecker-Sportflugzeug (1933), entworfen für den Europarundflug 1934, acht Stück gebaut
- RWD-10: Hochdecker-Kunstflug-Schulflugzeug (1933), 23 Stück gebaut
- RWD-11: Tiefdecker-Kurzstreckenverkehrsflugzeug für sechs Passagiere (1936), nur Prototyp
- RWD-13: Hochdecker-Sportflugzeug, Weiterentwicklung der RWD-6 von 1935, 110 Stück gebaut, darunter auch 15 Sanitätsflugzeuge RWD-13S
- RWD-14: Hochdecker-Aufklärungsflugzeug von 1935, 65 Stück bei LWS gebaut
- RWD-15: Hochdecker-Reiseflugzeug für vier Passagiere von 1937, 15 Stück bestellt, bis Kriegsausbruch wurden aber nur vier bis fünf gebaut
- RWD-16: Hochdecker-Sportflugzeug (1936), Serienfertigung als RWD-16bis geplant, wahrscheinlich nur wenige gebaut
- RWD-17: Schulflugzeug für den Kunstflug (1937), bis Kriegsausbruch nur wenige gebaut
- RWD-18: zweimotoriges Geschäftsreiseflugzeug mit STOL-Eigenschaften, Prototyp bei einem Luftangriff 1939 zerstört
- RWD-19: Hochdecker-Sportflugzeug (1939), nur Prototyp
- RWD-20: Experimental-Hochdecker, RWD-9-Prototyp mit Bugradfahrwerk (1938)
- RWD-21: Hochdecker-Sportflugzeug (1939), Weiterentwicklung der RWD-16, wahrscheinlich nur Prototyp
- RWD-22: Küstenaufklärer/Torpedobomber für die polnische Marine, zwei Prototypen aufgelegt, aber nicht vollendet
- RWD-23: Schulflugzeug (1939), nur Prototyp
- RWD-25: Tiefdecker-Jagdflugzeug von 1939, nur Projekt

Quelle